# Pałac biskupi w Kamieniu Pomorskim
Pałac biskupi w Kamieniu Pomorskim – późnogotycki dwór kurii biskupiej usytuowany przy placu Katedralnym w Kamieniu Pomorskim. 

## Historia
Z dokumentów wynika, że w wiekach XIV-XVII służył jako siedziba kurii biskupiej. Budynek został wzniesiony przy katedrze kamieńskiej w drugiej połowie XV wieku w miejscu wcześniejszego dworu kurii biskupów pomorskich z XIV wieku. W 1568 roku obiekt został gruntownie przebudowany w stylu renesansowym. Zmieniono wnętrze i elewacje, łącznie ze szczytem, który pokryto modnymi w tym czasie maswerkami, nawiązującymi do dekoracji książęcych rezydencji Gryfitów.
Charakterystycznymi elementami pałacu są: późnogotycki, maswerkowy szczyt od strony północnej, XVI-wieczny wykusz na ścianie bocznej zachodniej należący do najlepszych dzieł tego typu architektury na Pomorzu oraz trójbiegowa klatka schodowa wewnątrz budynku. 
Po odbudowie ze zniszczeń wojennych II wojny światowej w pałacu urządzono bibliotekę publiczną. Obecnie w budynku znajduje się archiwum kościelne oraz siedziba grup przykościelnych. W okresie letnim wnętrza są wykorzystywane jako sale wystawowe.